# Eurovision Song Contest 2019

Länder som deltog i finalen.
Länder som inte tog sig till final.
Länder som tävlat förut men inte deltog 2019.

Eurovision Song Contest 2019 var den 64:e upplagan av musiktävlingen Eurovision Song Contest och hölls i Tel Aviv i Israel, efter att Netta Barzilai vunnit tävlingen 2018 med låten Toy. Vinnare blev Nederländerna med bidraget Arcade, framfört av Duncan Laurence.

## Tävlingsupplägg
Likt de föregående upplagorna bestod tävlingen av två semifinaler och en final.
Tävlingen ägde rum i Expo Tel Aviv i Tel Aviv.
- Semifinalerna hölls den 14 respektive 16 maj
- Finalen ägde rum den 18 maj

### Frågan om plats för tävlingen
Efter Israels seger i Lissabon uppgav vinnaren Netta Barzilai och Israels premiärminister Benjamin Netanyahu att tävlingen skulle hållas i Jerusalem, men detta bekräftades inte av Israels offentliga TV-bolag IPBC och Europeiska radio- och TV-unionen (EBU).
Den 19 juni 2018 bekräftades Israel officiellt som värdland och den 24 juni 2018 öppnade KAN formellt budgivningsprocessen för städer som var intresserade av att delta i tävlingen om vilken som skulle vara värd. Den israeliska ministern Michael Oren, som har  nära anknytning till premiärministern Netanyahu, meddelade den 28 juli 2018 att Jerusalem inte hade resurser för att vara värd för tävlingen. Han uppgav att Tel Aviv var den mer troliga värden. Den 27 augusti 2018 ledde EBU:s högste ansvarige chef Jon Ola Sand en handfull EBU-delegater runt om i Israel för att täcka ut de potentiella platserna, såsom Jerusalem och Tel Aviv. Han uppgav också att det inte fanns någon allvarlig diskussion bland medlemmarna i EBU för att bojkotta tävlingen.

#### Budgivningsfasen
Förutom Tel Aviv var även följande städer intresserade av att vara värdstad för tävlingen 2019: Beersheba, Eilat, Haifa och Jerusalem. Dessa valdes dock bort av olika skäl som följer i tabellen nedan.

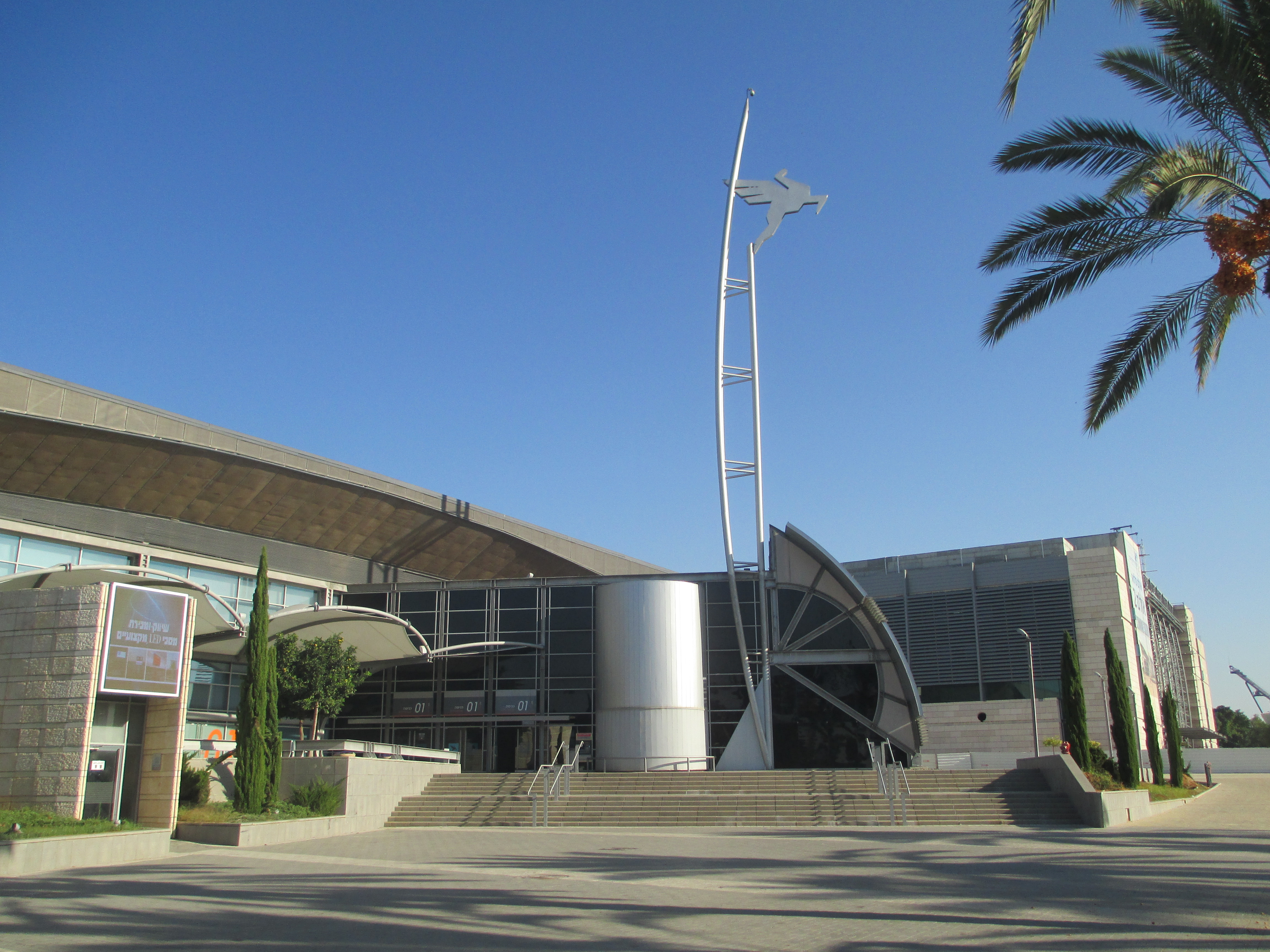
Värdarenan, Expo Tel Aviv i Tel Aviv.

| Stad      | Arena              | Kapacitet | Kommentarer |
| --------- | ------------------ | --------- | --- |
| Beersheba | Turner Stadium     | 16 126    | Kandidaturen var pendlande, då stadion saknade tak. I slutändan valde man att dra sig ur.                                                           |
| Eilat     | Hangarer på hamnen | 10 000    | Förslag som syftade till att ansluta två hangarer till en hall, för att uppfylla EBU:s kapacitet och mötesbehov.                                    |
| Haifa     | Sammy Ofer Stadium | 30 870    | I samma situation som Beersheba. Stadion saknade tak, vilket krävdes. I slutändan valde man att dra sig ur.                                         |
| Jerusalem | Pais Arena         | 15 654    | Inomhusarena som liknar platser för senaste tävlingar. Det var Jerusalems föredragna plats, om de hade valts som värdstad.                          |
| Tel Aviv  | Expo Tel Aviv      | 10 000    | Valdes till värdstad och arena. Den fungerar som en plats för en mängd olika evenemang, inklusive konserter, utställningar, mässor och konferenser. |

### Förändring av omröstningsresultatet i finalen
Den 30 mars 2019 meddelade EBU att presentationen av telefonröstningsresultatet under finalen kommer att  förändras för första gången sedan det nuvarande omröstningssystemet infördes 2016. Presentationen av juryns resultat kommer att förbli densamma som innan. Förändringen består i att telefonröstningsresultatet avslöjas i juryresultatets ordning, från lägsta till högsta.

## Deltagande länder
| Land           | TV-bolag           | Artist                        | Bidrag             | Språk                 | Låtskrivare                                                                                         | Ref.   |
| -------------- | ------------------ | ----------------------------- | ------------------ | --------------------- | --------------------------------------------------------------------------------------------------- | ------ |
| Albanien       | RTSH               | Jonida Maliqi                 | Ktheju tokës       | Albanska              | Eriona Rushiti                                                                                      | [ 11 ] |
| Armenien       | ARMTV              | Srbuk                         | Walking Out        | Engelska              | Lost Capital, Garik Papoyan, Tokionine                                                              | [ 12 ] |
| Australien     | SBS                | Kate Miller-Heidke            | Zero Gravity       | Engelska              | Julian Hamilton, Kate Miller-Heidke, Keir Nuttall                                                   | [ 13 ] |
| Azerbajdzjan   | İTV                | Chingiz                       | Truth              | Engelska              | Joacim Persson, Trey Campbell, Chingiz Mustafayev, Pablo Dinero. Hostess, Borislav Milanov          | [ 14 ] |
| Belgien        | RTBF               | Eliot                         | Wake Up            | Engelska              | Pierre Dumoulin, Eliot Vassamillet                                                                  | [ 15 ] |
| Cypern         | CyBC               | Tamta                         | Replay             | Engelska              | Kristoffer Fogelmark, Albin Nedler, Alexander Papaconstantinou, Teddy Sky, Viktor Svensson          | [ 16 ] |
| Danmark        | DR                 | Leonora                       | Love Is Forever    | Engelska, franska     | Lise Cabble, Emil Lei, Melanie Gabriella Hayrapetian                                                | [ 17 ] |
| Estland        | ERR                | Victor Crone                  | Storm              | Engelska              | Victor Crone, Vallo Kikas, Fred Krieger, Sebastian Lestapier, Stig Rästa                            | [ 18 ] |
| Finland        | YLE                | Darude feat. Sebastian Rejman | Look Away          | Engelska              | Sebastian Rejman, Ville Virtanen                                                                    | [ 19 ] |
| Frankrike      | France Télévisions | Bilal Hassani                 | Roi                | Franska, engelska     | Bilal Hassani, Émilie Satt, Jean-Karl Lucas                                                         | [ 20 ] |
| Georgien       | GPB                | Oto Nemsadze                  | Keep on Going      | Georgiska, abchaziska | Diana Giorgadze, Roma Giorgadze                                                                     | [ 21 ] |
| Grekland       | ERT                | Katerine Duska                | Better Love        | Engelska              | Phil Cook, Katerine Duska, Leon of Athens, David Sneddon                                            | [ 22 ] |
| Irland         | RTÈ                | Sarah McTernan                | 22                 | Engelska              | Janieck van de Polder, Roel Rats, Marcia Sondeijker                                                 | [ 23 ] |
| Island         | RÚV                | Hatari                        | Hatrið mun sigra   | Isländska             | Hatari                                                                                              | [ 24 ] |
| Israel         | KAN                | Kobi Marimi                   | Home               | Engelska              | Ohad Shragai, Inbar Wizman                                                                          | [ 25 ] |
| Italien        | RAI                | Mahmood                       | Soldi              | Italienska, arabiska  | Paolo Alberto Monachetti, Dario Faini, Alessandro Mahmood                                           | [ 26 ] |
| Kroatien       | HRT                | Roko                          | The Dream          | Engelska, kroatiska   | Andrea Čubrić, Jacques Houdek, Charlie Mason                                                        | [ 27 ] |
| Lettland       | LTV                | Carousel                      | That Night         | Engelska              | Mārcis Vasiļevskis, Sabīne Žuga                                                                     | [ 28 ] |
| Litauen        | LRT                | Jurijus                       | Run with the Lions | Engelska              | Ashley Hicklin, Pele Loriano, Eric Lumiere                                                          | [ 29 ] |
| Malta          | PBS                | Michela                       | Chameleon          | Engelska              | Johan Alkenäs, Borislav Milanov, Joacim Persson, Paula Winger                                       | [ 30 ] |
| Moldavien      | TRM                | Anna Odobescu                 | Stay               | Engelska              | Maria Broberg, Georgios Kalpakidis, Jeppe Reil, Thomas Reil                                         | [ 31 ] |
| Montenegro     | RTCG               | D mol                         | Heaven             | Engelska              | Dejan Božović, Adis Eminić                                                                          | [ 32 ] |
| Nederländerna  | AVROTROS           | Duncan Laurence               | Arcade             | Engelska              | Wouter Hardy, William Knox, Duncan de Moor, Joel Sjöö                                               | [ 33 ] |
| Nordmakedonien | MRT                | Tamara Todevska               | Proud              | Engelska              | Robert Bilbilov, Lazar Cvetkoski, Darko Dimitrov, Kosta Petrov, Sanja Popovska                      | [ 34 ] |
| Norge          | NRK                | KEiiNO                        | Spirit in the Sky  | Engelska, samiska     | Fred-René Øvergård Buljo, Tom Hugo, Alexander Olsson, Alexandra Rotan, Rüdiger Schramm, Henrik Tala | [ 35 ] |
| Polen          | TVP                | Tulia                         | Pali się           | Polska, engelska      | Nadia Dalin, Jude Friedman, Sonia Krasny, Allan Rich                                                | [ 36 ] |
| Portugal       | RTP                | Conan Osíris                  | Telemóveis         | Portugisiska          | Conan Osíris                                                                                        | [ 37 ] |
| Rumänien       | TVR                | Ester Peony                   | On a Sunday        | Engelska              | Ioana Victoria Badea, Ester Alexandra Creţu, Alexandru Şerbu                                        | [ 38 ] |
| Ryssland       | VGTRK              | Sergej Lazarev                | Scream             | Engelska              | Dimitris Kontopoulos, Sharon Vaughn                                                                 | [ 39 ] |
| San Marino     | SMRTV              | Serhat                        | Say Na Na Na       | Engelska              | Mary Susan Applegate, Ahmet Serhat Hacıpaşalıoğlu                                                   | [ 40 ] |
| Schweiz        | SRG SSR            | Luca Hänni                    | She Got Me         | Engelska              | Laurell Barker, Jon Hällgren, Lukas Hällgren, Luca Hänni, Mac Frazer                                | [ 41 ] |
| Serbien        | RTS                | Nevena Božović                | Kruna              | Serbiska, engelska    | Nevena Božović, Darko Dimitrov                                                                      | [ 42 ] |
| Slovenien      | RTVSLO             | Zala Kralj & Gašper Šantl     | Sebi               | Slovenska             | Zala Kralj, Gašper Šantl                                                                            | [ 43 ] |
| Spanien        | RTVE               | Miki                          | La venda           | Spanska               | Adrià Salas                                                                                         | [ 44 ] |
| Storbritannien | BBC                | Michael Rice                  | Bigger than Us     | Engelska              | Laurell Barker, Anna-Klara Folin, John Lundvik, Jonas Thander                                       | [ 45 ] |
| Sverige        | SVT                | John Lundvik                  | Too Late for Love  | Engelska              | John Lundvik, Andreas Johansson, Anderz Wrethov                                                     | [ 46 ] |
| Tjeckien       | ČT                 | Lake Malawi                   | Friend of a Friend | Engelska              | Albert Černý, Jan Steinsdoerfer, Maciej Mikołaj Trybulec                                            | [ 47 ] |
| Tyskland       | NDR                | S!sters                       | Sister             | Engelska              | Laurell Barker, Marine Kaltenbacher, Tom Oehler, Thomas Stengaard                                   | [ 48 ] |
| Ungern         | MTVA               | Joci Pápai                    | Az én apám         | Ungerska              | Ferenc Molnár, József Pápai                                                                         | [ 49 ] |
| Vitryssland    | BTRC               | ZENA                          | Like It            | Engelska              | Victor Drobysh, Julia Kireyeva                                                                      | [ 50 ] |
| Österrike      | ORF                | Pænda                         | Limits             | Engelska              | Gabriela Horn                                                                                       | [ 51 ] |

## Större händelser kring Eurovisionen

### Uppmaning till bojkott av tävlingen
Efter att Israel vunnit Eurovision Song Contest började flera olika organisationer att uppmana länder att bojkotta tävlingen eftersom den skulle hållas i Israel. En av organisationerna var Bojkott, desinvesteringar och sanktioner. Under våren 2018 trappades Israel–Palestina-konflikten upp där israeliska soldater sköt mot palestinier som protesterade vid gränstrakterna. Det isländska tv-bolaget RÚV fick in en namninsamling underskriven av 23 000 personer som ville att Island skulle bojkotta tävlingen. Nationella uttagningar i Frankrike, Spanien, Tyskland och Danmark stördes av BDS-anhängare som krävde en bojkott av tävlingen. I Sverige publicerade Aftonbladet en debattartikel på sin webbplats där 171 artister och kulturarbetare uppmanade till bojkott av tävlingen.
Trots en rad protester valde inget land att bojkotta tävlingen.

### Konflikt kring den ukrainska Eurovision-artisten
Den 23 februari 2019 vann artisten Maruv den ukrainska uttagningen till Eurovision Song Contest med låten ”Siren Song”, men en tid efter segern framkom det att det var osäkert om hon skulle tillåtas representera landet i Eurovision Song Contest. Anledningen var att Maruv tidigare hade uppträtt i Ryssland, hade flera uppträdanden inbokade i landet samt att hon hade skrivit kontrakt med Warner Music i Ryssland. Efter Maruvs seger skrev Ukrainas vice premiärminister Vjatjeslav Kyrylenko på Twitter: ”Ukrainas representant kan inte vara en artist som turnerar i angriparstaten, som planerar att fortsätta göra det och inte ser något oacceptabelt med det. Därför är det långt ifrån klart vem som representerar Ukraina."  
Även under själva tävlingen blev Maruv ifrågasatt, när den tidigare Eurovision-vinnaren och jurymedlemmen Jamala ställde Maruv mot väggen och frågade vilket land Krim tillhör. Maruv svarade "Ukraina, så klart". Maruv försäkrade även i sociala medier att hon älskar sitt land.
Maruvs deltagande i Eurovision Song Contest 2019 villkorades med att hon skulle skriva under ett avtal med Ukrainas nationella public service-bolag NSTU. På Instagram och Facebook berättade Maruv att avtalet bland annat innehöll ett ”förbud mot att kommunicera med journalister utan tillstånd från NSTU”. Enligt Maruv var hon även tvungen att ställa upp på alla uppträdanden som tv-bolaget ville att hon gjorde, och hon kommenterade detta med följande uttalande. ”I teorin kan jag tvingas dansa på någon politikers födelsedag, och säger jag nej får jag böta 2 miljoner hryvnia (knappt 700 000 svenska kronor).”
Den 25 februari bekräftades att Maruv inte skulle representera Ukraina i tävlingen. Två dagar senare, den 27 februari, meddelade NSTU att Ukraina drog sig ur tävlingen 2019.

### Problem med biljettförsäljningen
Priserna på biljetterna till årets evenemang gav upphov till kritik, både i Israel och utomlands. Israeliska nättidningen The Times of Israel kallar det för "sannolikt den dyraste Eurovisionen någonsin" (750–2000 shekel / 2000-5400 kr). Anledningarna till de höga priserna är de höga levnadskostnaderna i Israel och att den israeliska regeringen inte finansierar årets Eurovision. Även om arenan kan rymma upp till 10 000 personer finns endast 7 300 platser tillgängliga på grund av scenens storlek, den tekniska utrustningen samt säkerhetsfunktionerna. Av de 7 300 platserna är 3 000 reserverade för EBU och lämnar bara 4 300 platser för fansen. Sedan 3 mars 2019 har biljettförsäljningen stoppats på grund av oegentligheter som uppmärksammats av övervakningskommittén för det israeliska tv-bolaget KAN. Hebreiskspråkiga israeliska medier rapporterar att biljetterna olagligt återförsäljs för 2,5 gånger det ursprungliga priset. Den allmänna säkerhetsministern Gilad Erdan har instruerat en utredning.. Den 14 mars 2019 påbörjades biljettförsäljningen på nytt. Enligt KAN återkallades 220 felaktigt inköpta biljetter till Finalen och kommer att vara tillgängliga igen i andra omgången av biljettförsäljningen.

### Tekniska problem och incidenter under den första semifinalen
En del problem och incidenter inträffade under den första semifinalen. I stället för semifinalen visade webbsändningen animerade explosioner i Tel Aviv. Tv-kanalen Kan hävdade att hackerattacken genomförts av Hamas, som å sin sida inte har tagit på sig på cyberattacken. Den vanliga sändningen påverkades inte.
Vissa länder hade även problem med att kommentatorn inte kunde höras av tv-tittarna.

### Diskvalifikation av den vitryska juryn före finalen
Den vitryska juryn diskvalificerades efter att den brutit mot reglerna. Anledningen till diskvalifikationen var att jurymedlemmarna i en intervju efter semifinalen avslöjat hur de hade röstat i semin. Agerandet stred mot EBU:s regler, enligt vilka jurygrupperna inte får avslöja hur de har röstat, gemensamt eller individuellt, förrän efter att finalen sänts. Europeiska radio- och TV-unionen bekräftade att juryn befriats från sitt uppdrag för Eurovision-sajten Eurovoix:
"Det vitryska juryresultatet har avslöjats i en intervju, vilket bryter mot Eurovision Song Contests regler. För att följa ESC:s röstningsregler har EBU vidtagit åtgärder och avskedat den vitryska juryn från lördagens final. Ett aggregerat resultat som godkänts av revisorerna kommer att användas för att bestämma vilka som får de vitryska rösterna."

### Kritik mot den isländska gruppen Hatari och Madonnas framträdande under finalen
Trots varningar utlovade den isländska gruppen Hatari Israel-kritik i Eurovision song contest. När det slutgiltiga resultatet för deras placering i tävlingen meddelades höll de upp halsdukar med palestinska flaggor på och tv-producenten bytte snabbt ut tv-bilden. Samtidigt buades det i publiken. Redan innan årets tävling drog i gång skrev Hatari på en protestlista mot att tävlingen skulle hållas i Israel. Under sin vistelse i Israel har de besökt Betlehem, Hebron och andra platser på Västbanken och sagt på en presskonferens att de ”hoppas att ockupationen ska hävas”. Efter utspelen blev de varnade av EBU:s högsta ansvariga chef för ESC, Jon Ola Sand. Men även Madonna får kritik för sitt framträdande under finalkvällen. Hon uppträdde med två låtar varav en var Like a Prayer. I framträdandet kunde man se två dansare med flaggor på ryggen, en dansare hade en israelisk flagga på sin rygg och den andre hade en palestinsk. Något som fått Israels kulturminister att reagera.

### Länder som önskat debutera i tävlingen men har nekats
- Kazakstan – Den 22 december 2017 hävdade Channel 31 att man hade slutfört förhandlingar med EBU, vilket gjorde det möjligt för Kazakstan att debutera 2019. Den 23 december 2017 meddelade EBU att Kazakstans intresse att bli medlem i EBU är stort och därmed vilja delta i Eurovision Song Contest. Men eftersom Kazakstan ligger utanför det europeiska sändningsområdet och inte heller är medlem i Europarådet är det inte berättigat att bli medlem i EBU. Den 22 november 2018 sade Jon Ola Sand på en presskonferens att "vi måste diskutera om vi kan bjuda in vår associeringsmedlem Kazakstan att delta i ESC, men det här är en del av en bredare diskussion i EBU och jag hoppas vi kan komma tillbaka med den här frågan senare". När deltagarlistan klargjordes stod det fast att Kazakstan inte skulle debutera i tävlingen 2019.[71]
- Kosovo – Kosovo har länge velat debutera i Eurovision. RTK:s generaldirektör Mentor Shala sa i juni 2018 att de fortfarande håller på att driva på för fullt medlemskap i EBU och hoppas kunna debutera i tävlingen 2019. När deltagarlistan presenterades fanns inte Kosovo med i listan. EBU kommer att rösta om fullständigt medlemskap för Kosovo i EBU i juni 2019. Vid ett ja möjliggör detta en debut för landet 2020 eller inom en snar framtid efter det.[72]
- Liechtenstein – Den 4 november 2017 bekräftade 1 FL TV, Liechtensteins största TV-bolag, att landet planerade en debut i tävlingen 2019 och att de för närvarande ansökte om EBU-medlemskap och är "i processen för att uppfylla alla krav". Den 20 juli 2018 uppgav EBU  att 1 FL-TV inte har fått EBU-medlemskap. Den 26 juli 2018 bekräftade 1 FL TV att Liechtenstein inte debuterar i tävlingen 2019.[73]

### Icke deltagande länder
- Andorra – Den 19 maj 2018 bekräftade Andorra att de inte skulle återvända 2019.[74]
- Bosnien och Hercegovina – Den 25 maj 2018 meddelade Bosnien och Hercegovinas radiotelevision (BHRT) att landet inte kommer att kunna tävla i Eurovision Song Contest 2019 på grund av skuldrelaterade sanktioner som lagts på dem av EBU.[75]
- Bulgarien – Den 15 oktober 2018 bekräftade Bulgariens nationella TV-bolag BNT att landet drar sig ur tävlingen av ekonomiska skäl.
- Luxemburg – Den 21 juli 2018 bekräftade RTL Télé Lëtzebuerg att man inte återvänder till tävlingen 2019.[76]
- Monaco – Den 17 augusti 2018 bekräftade Télé Monte Carlo att man inte återvänder till tävlingen 2019.[77]
- Slovakien – Den 31 maj 2018 meddelade den slovakiska sändaren RTVS att landet inte kommer att återvända till tävlingen år 2019 på grund av ekonomiska svårigheter.[78]
- Turkiet – Den 4 augusti 2018 meddelade Ibrahim Eren, general manager för TRT, att det för närvarande inte övervägdes att återvända till tävlingen av olika skäl, vilket inkluderade Conchita Wursts seger för Österrike 2014. Turkiet deltog senast 2012.[79]
- Ukraina – Den 27 februari 2019 meddelade det statliga NSTU att landet drar sig ur tävlingen på grund av en konflikt kring den ukrainska Eurovisionartisten Maruv.

### Återkommande artister
| Land           | Artist          | Tidigare år | Placering vid tidigare tillfälle | Placering 2019 |
| -------------- | --------------- | ----------- | -------------------------------- | -------------- |
| Nordmakedonien | Tamara Todevska | 2008        | 10 (semi)                        | 7              |
| Ryssland       | Sergej Lazarev  | 2016        | 3                                | 3              |
| San Marino     | Serhat          | 2016        | 12 (semi)                        | 19             |
| Serbien        | Nevena Božović  | 20131       | 11 (semi)                        | 18             |
| Ungern         | Joci Pápai      | 2017        | 8                                | 12 (semi)      |

1 Deltog i gruppen Moje 3

## Semifinalerna

### Semifinallottningen

Länder som tävlar i Semifinal 1
Länder som tävlar i Semifinal 2
Länder som tävlar i finalen och även får rösta i Semifinal 1
Länder som tävlar i finalen och även får rösta i Semifinal 2

Alla länder som ville vara med och tävla det här året, utom "The Big Five" vilka är Frankrike, Italien, Spanien, Storbritannien och Tyskland samt värdlandet Israel, kvalade sig genom en av två semifinaler. Dessa semifinaler hålls den 14 maj respektive 16 maj 2019. Resultatet av respektive semifinal avgörs genom en kombination av jury- och tittarröster, som adderas samman istället för att kombineras. Totalt tävlar 35 (ursprungligen 36) länder i semifinalerna och dessa delades upp så att 17 respektive 18 länder tävlar i varje semifinal. 
Uppdelningen av vilka länder som skulle tävla i respektive semifinal skedde vid en så kallad semifinallottning, som ägde rum den 28 januari 2019. Inför denna lottning gjorde man en uppdelning av länderna i olika grupper. Dessa grupper baserades på röstningsmönster i tävlingen. Under lottningen splittrades varje grupp upp i två: en för varje semifinal. Anledningen till att denna uppdelning görs är att minska möjligheten till grannlands- och diasporaröstning. Varje land fick även lottat ifall man ska tävla i semifinalens första eller andra starthalva. Först efter alla länder har valt ut artist och bidrag sätts startordningen av tävlingsproducenterna. Nedan presenteras länderna i respektive grupp: 
| Grupp 1                                                                   | Grupp 2                                                  | Grupp 3                                                                 | Grupp 4                                                       | Grupp 5                                                             | Grupp 6                                                         |
| ------------------------------------------------------------------------- | -------------------------------------------------------- | ----------------------------------------------------------------------- | ------------------------------------------------------------- | ------------------------------------------------------------------- | --------------------------------------------------------------- |
| - Albanien - Kroatien - Nordmakedonien - Montenegro - Serbien - Slovenien | - Danmark - Finland - Estland - Island - Norge - Sverige | - Armenien - Azerbajdzjan - Georgien - Ryssland - Ukraina - Vitryssland | - Australien - Irland - Lettland - Litauen - Polen - Portugal | - Belgien - Nederländerna - Schweiz - Tjeckien - Ungern - Österrike | - Cypern - Grekland - Malta - Moldavien - Rumänien - San Marino |

### Semifinal 1
| Fördelning mellan jury- och teleröstningsresultat Semifinal 1 | Fördelning mellan jury- och teleröstningsresultat Semifinal 1 | Fördelning mellan jury- och teleröstningsresultat Semifinal 1 | Fördelning mellan jury- och teleröstningsresultat Semifinal 1 | Fördelning mellan jury- och teleröstningsresultat Semifinal 1 |
| Plac.                                                         | Teleröstning                                                  | Poäng                                                         | Jury                                                          | Poäng                                                         |
| ------------------------------------------------------------- | ------------------------------------------------------------- | ------------------------------------------------------------- | ------------------------------------------------------------- | ------------------------------------------------------------- |
| 1                                                             | Island                                                        | 151                                                           | Tjeckien                                                      | 157                                                           |
| 2                                                             | Australien                                                    | 140                                                           | Grekland                                                      | 131                                                           |
| 3                                                             | Estland                                                       | 133                                                           | Australien                                                    | 121                                                           |
| 4                                                             | San Marino                                                    | 124                                                           | Cypern                                                        | 95                                                            |
| 5                                                             | Slovenien                                                     | 93                                                            | Serbien                                                       | 91                                                            |
| 6                                                             | Tjeckien                                                      | 85                                                            | Vitryssland                                                   | 78                                                            |
| 7                                                             | Serbien                                                       | 65                                                            | Slovenien                                                     | 74                                                            |
| 8                                                             | Polen                                                         | 58                                                            | Island                                                        | 70                                                            |
| 9                                                             | Grekland                                                      | 54                                                            | Ungern                                                        | 66                                                            |
| 10                                                            | Cypern                                                        | 54                                                            | Estland                                                       | 64                                                            |
| 11                                                            | Portugal                                                      | 45                                                            | Polen                                                         | 60                                                            |
| 12                                                            | Vitryssland                                                   | 44                                                            | Belgien                                                       | 50                                                            |
| 13                                                            | Georgien                                                      | 33                                                            | Montenegro                                                    | 31                                                            |
| 14                                                            | Ungern                                                        | 32                                                            | Georgien                                                      | 29                                                            |
| 15                                                            | Belgien                                                       | 20                                                            | San Marino                                                    | 26                                                            |
| 16                                                            | Montenegro                                                    | 15                                                            | Finland                                                       | 9                                                             |
| 17                                                            | Finland                                                       | 14                                                            | Portugal                                                      | 8                                                             |

Den första semifinalen ägde rum den 14 maj 2019 klockan 21:00 CET (22:00 IDT) och hade sjutton deltagande länder. Utöver de deltagande länderna röstade även Frankrike, Israel och Spanien i denna semifinal. Ukraina var ursprungligen tilldelad att delta i den andra halvan av semifinalen, men de utträdde ur tävlingen på grund av kontroverserna i den nationella uttagningen. Beige bakgrundsfärg markerar de bidrag som gick vidare till finalen.
| Nr | Land        | Artist                        | Bidrag             | Språk                 | Placering | Poäng |
| -- | ----------- | ----------------------------- | ------------------ | --------------------- | --------- | ----- |
| 1  | Cypern      | Tamta                         | Replay             | Engelska              | 9         | 149   |
| 2  | Montenegro  | D mol                         | Heaven             | Engelska              | 16        | 46    |
| 3  | Finland     | Darude feat. Sebastian Rejman | Look Away          | Engelska              | 17        | 23    |
| 4  | Polen       | Tulia                         | Pali się           | Polska, engelska      | 11        | 118   |
| 5  | Slovenien   | Zala Kralj & Gašper Šantl     | Sebi               | Slovenska             | 6         | 167   |
| 6  | Tjeckien    | Lake Malawi                   | Friend of a Friend | Engelska              | 2         | 242   |
| 7  | Ungern      | Joci Pápai                    | Az én apám         | Ungerska              | 12        | 98    |
| 8  | Vitryssland | ZENA                          | Like It            | Engelska              | 10        | 122   |
| 9  | Serbien     | Nevena Božović                | Kruna              | Serbiska, engelska    | 7         | 156   |
| 10 | Belgien     | Eliot                         | Wake Up            | Engelska              | 13        | 70    |
| 11 | Georgien    | Oto Nemsadze                  | Keep on Going      | Georgiska, abchaziska | 14        | 62    |
| 12 | Australien  | Kate Miller-Heidke            | Zero Gravity       | Engelska              | 1         | 261   |
| 13 | Island      | Hatari                        | Hatrið mun sigra   | Isländska             | 3         | 221   |
| 14 | Estland     | Victor Crone                  | Storm              | Engelska              | 4         | 197   |
| 15 | Portugal    | Conan Osíris                  | Telemóveis         | Portugisiska          | 15        | 53    |
| 16 | Grekland    | Katerine Duska                | Better Love        | Engelska              | 5         | 185   |
| 17 | San Marino  | Serhat                        | Say Na Na Na       | Engelska              | 8         | 150   |

Det tio länder som kvalificerade sig till finalen avslöjades i följande ordning:
- Grekland
- Vitryssland
- Serbien
- Cypern
- Estland
- Tjeckien
- Australien
- Island
- San Marino
- Slovenien

### Semifinal 2
| Fördelning mellan jury- och teleröstningsresultat Semifinal 2 | Fördelning mellan jury- och teleröstningsresultat Semifinal 2 | Fördelning mellan jury- och teleröstningsresultat Semifinal 2 | Fördelning mellan jury- och teleröstningsresultat Semifinal 2 | Fördelning mellan jury- och teleröstningsresultat Semifinal 2 |
| Plac.                                                         | Teleröstning                                                  | Poäng                                                         | Jury                                                          | Poäng                                                         |
| ------------------------------------------------------------- | ------------------------------------------------------------- | ------------------------------------------------------------- | ------------------------------------------------------------- | ------------------------------------------------------------- |
| 1                                                             | Norge                                                         | 170                                                           | Nordmakedonien                                                | 155                                                           |
| 2                                                             | Nederländerna                                                 | 140                                                           | Sverige                                                       | 150                                                           |
| 3                                                             | Schweiz                                                       | 137                                                           | Nederländerna                                                 | 140                                                           |
| 4                                                             | Ryssland                                                      | 124                                                           | Malta                                                         | 107                                                           |
| 5                                                             | Azerbajdzjan                                                  | 121                                                           | Azerbajdzjan                                                  | 103                                                           |
| 6                                                             | Sverige                                                       | 88                                                            | Schweiz                                                       | 95                                                            |
| 7                                                             | Nordmakedonien                                                | 84                                                            | Ryssland                                                      | 93                                                            |
| 8                                                             | Litauen                                                       | 77                                                            | Moldavien                                                     | 58                                                            |
| 9                                                             | Albanien                                                      | 58                                                            | Danmark                                                       | 53                                                            |
| 10                                                            | Malta                                                         | 50                                                            | Rumänien                                                      | 47                                                            |
| 11                                                            | Danmark                                                       | 41                                                            | Norge                                                         | 40                                                            |
| 12                                                            | Kroatien                                                      | 38                                                            | Albanien                                                      | 38                                                            |
| 13                                                            | Moldavien                                                     | 27                                                            | Lettland                                                      | 37                                                            |
| 14                                                            | Rumänien                                                      | 24                                                            | Armenien                                                      | 26                                                            |
| 15                                                            | Armenien                                                      | 23                                                            | Kroatien                                                      | 26                                                            |
| 16                                                            | Lettland                                                      | 13                                                            | Österrike                                                     | 21                                                            |
| 17                                                            | Irland                                                        | 3                                                             | Litauen                                                       | 16                                                            |
| 18                                                            | Österrike                                                     | 0                                                             | Irland                                                        | 13                                                            |

Den andra semifinalen ägde rum den 16 maj 2019 klockan 21:00 CET (22:00 IDT) och hade arton deltagande länder. Utöver de deltagande länderna röstade även Tyskland, Italien och Storbritannien i denna semifinal. Schweiz var sedan tidigare lottad till denna semifinal på grund av problem med planeringen. Beige bakgrundsfärg markerar de bidrag som gick vidare till finalen.
| Nr | Land           | Artist          | Bidrag             | Språk               | Placering | Poäng |
| -- | -------------- | --------------- | ------------------ | ------------------- | --------- | ----- |
| 1  | Armenien       | Srbuk           | Walking Out        | Engelska            | 16        | 49    |
| 2  | Irland         | Sarah McTernan  | 22                 | Engelska            | 18        | 16    |
| 3  | Moldavien      | Anna Odobescu   | Stay               | Engelska            | 12        | 85    |
| 4  | Schweiz        | Luca Hänni      | She Got Me         | Engelska            | 4         | 232   |
| 5  | Lettland       | Carousel        | That Night         | Engelska            | 15        | 50    |
| 6  | Rumänien       | Ester Peony     | On a Sunday        | Engelska            | 13        | 71    |
| 7  | Danmark        | Leonora         | Love Is Forever    | Engelska, franska   | 10        | 94    |
| 8  | Sverige        | John Lundvik    | Too Late for Love  | Engelska            | 3         | 238   |
| 9  | Österrike      | Pænda           | Limits             | Engelska            | 17        | 21    |
| 10 | Kroatien       | Roko            | The Dream          | Engelska, kroatiska | 14        | 64    |
| 11 | Malta          | Michela         | Chameleon          | Engelska            | 8         | 157   |
| 12 | Litauen        | Jurijus         | Run with the Lions | Engelska            | 11        | 93    |
| 13 | Ryssland       | Sergej Lazarev  | Scream             | Engelska            | 6         | 217   |
| 14 | Albanien       | Jonida Maliqi   | Ktheju tokës       | Albanska            | 9         | 96    |
| 15 | Norge          | KEiiNO          | Spirit in the Sky  | Engelska, samiska   | 7         | 210   |
| 16 | Nederländerna  | Duncan Laurence | Arcade             | Engelska            | 1         | 280   |
| 17 | Nordmakedonien | Tamara Todevska | Proud              | Engelska            | 2         | 239   |
| 18 | Azerbajdzjan   | Chingiz         | Truth              | Engelska            | 5         | 224   |

Det tio länder som kvalificerade sig till finalen avslöjades i följande ordning:
- Nordmakedonien
- Nederländerna
- Albanien
- Sverige
- Ryssland
- Azerbajdzjan
- Danmark
- Norge
- Schweiz
- Malta

## Finalen
| Fördelning mellan jury- och teleröstningsresultat Final | Fördelning mellan jury- och teleröstningsresultat Final | Fördelning mellan jury- och teleröstningsresultat Final | Fördelning mellan jury- och teleröstningsresultat Final | Fördelning mellan jury- och teleröstningsresultat Final |
| Plac.                                                   | Teleröstning                                            | Poäng                                                   | Jury                                                    | Poäng                                                   |
| ------------------------------------------------------- | ------------------------------------------------------- | ------------------------------------------------------- | ------------------------------------------------------- | ------------------------------------------------------- |
| 1                                                       | Norge                                                   | 291                                                     | Nordmakedonien                                          | 247                                                     |
| 2                                                       | Nederländerna                                           | 261                                                     | Sverige                                                 | 241                                                     |
| 3                                                       | Italien                                                 | 253                                                     | Nederländerna                                           | 237                                                     |
| 4                                                       | Ryssland                                                | 244                                                     | Italien                                                 | 219                                                     |
| 5                                                       | Schweiz                                                 | 212                                                     | Azerbajdzjan                                            | 202                                                     |
| 6                                                       | Island                                                  | 186                                                     | Australien                                              | 153                                                     |
| 7                                                       | Australien                                              | 131                                                     | Schweiz                                                 | 152                                                     |
| 8                                                       | Azerbajdzjan                                            | 100                                                     | Tjeckien                                                | 150                                                     |
| 9                                                       | Sverige                                                 | 93                                                      | Ryssland                                                | 126                                                     |
| 10                                                      | San Marino                                              | 65                                                      | Malta                                                   | 87                                                      |
| 11                                                      | Slovenien                                               | 59                                                      | Cypern                                                  | 77                                                      |
| 12                                                      | Nordmakedonien                                          | 58                                                      | Danmark                                                 | 69                                                      |
| 13                                                      | Serbien                                                 | 54                                                      | Frankrike                                               | 67                                                      |
| 14                                                      | Spanien                                                 | 53                                                      | Grekland                                                | 50                                                      |
| 15                                                      | Danmark                                                 | 51                                                      | Island                                                  | 46                                                      |
| 16                                                      | Estland                                                 | 48                                                      | Slovenien                                               | 46                                                      |
| 17                                                      | Albanien                                                | 47                                                      | Albanien                                                | 43                                                      |
| 18                                                      | Frankrike                                               | 38                                                      | Norge                                                   | 40                                                      |
| 19                                                      | Israel                                                  | 35                                                      | Serbien                                                 | 35                                                      |
| 20                                                      | Cypern                                                  | 32                                                      | Estland                                                 | 28                                                      |
| 21                                                      | Grekland                                                | 24                                                      | Tyskland                                                | 24                                                      |
| 22                                                      | Malta                                                   | 20                                                      | Vitryssland                                             | 18                                                      |
| 23                                                      | Vitryssland                                             | 13                                                      | San Marino                                              | 12                                                      |
| 24                                                      | Tjeckien                                                | 7                                                       | Storbritannien                                          | 8                                                       |
| 25                                                      | Storbritannien                                          | 3                                                       | Spanien                                                 | 1                                                       |
| 26                                                      | Tyskland                                                | 0                                                       | Israel                                                  | 0                                                       |

Finalen ägde rum den 18 maj klockan 21:00 CEST (22:00 IDT). De 26 finalisterna var:
- The Big Five, vilka är Frankrike, Italien, Spanien, Storbritannien och Tyskland.
- Värdlandet Israel.
- De tio länder som i den första semifinalen fått högst totalpoäng (efter adderingen av jury- och tittarpoängen).
- De tio länder som i den andra semifinalen fått högst totalpoäng (efter adderingen av jury- och tittarpoängen).
- Sverige redovisades som 6:a i finalen, men EBU meddelade fyra dagar efter tävlingen att de hade upptäckt att ett felaktigt aggregerat resultat använts i ersättning för Vitrysslands jury som hade diskvalificerats efter att ha avslöjat sina individuella röster i sin semifinal, på grund av den mänskliga faktorn. Detta innebar att resultatet korrigerades i efterhand och Sverige gick om Norge och slutade på en femte plats, medan Norge halkade ner till en 6:e plats. Korrigeringen innebar också att Nordmakedonien vann juryomröstningen istället för Sverige.

| Nr | Land           | Artist                    | Bidrag             | Språk                | Placering | Poäng |
| -- | -------------- | ------------------------- | ------------------ | -------------------- | --------- | ----- |
| 1  | Malta          | Michela                   | Chameleon          | Engelska             | 14        | 107   |
| 2  | Albanien       | Jonida Maliqi             | Ktheju tokës       | Albanska             | 17        | 90    |
| 3  | Tjeckien       | Lake Malawi               | Friend of a Friend | Engelska             | 11        | 157   |
| 4  | Tyskland       | S!sters                   | Sister             | Engelska             | 25        | 24    |
| 5  | Ryssland       | Sergej Lazarev            | Scream             | Engelska             | 3         | 370   |
| 6  | Danmark        | Leonora                   | Love Is Forever    | Engelska, franska    | 12        | 120   |
| 7  | San Marino     | Serhat                    | Say Na Na Na       | Engelska             | 19        | 77    |
| 8  | Nordmakedonien | Tamara Todevska           | Proud              | Engelska             | 7         | 305   |
| 9  | Sverige        | John Lundvik              | Too Late for Love  | Engelska             | 5         | 334   |
| 10 | Slovenien      | Zala Kralj & Gašper Šantl | Sebi               | Slovenska            | 15        | 105   |
| 11 | Cypern         | Tamta                     | Replay             | Engelska             | 13        | 109   |
| 12 | Nederländerna  | Duncan Laurence           | Arcade             | Engelska             | 1         | 498   |
| 13 | Grekland       | Katerine Duska            | Better Love        | Engelska             | 21        | 74    |
| 14 | Israel         | Kobi Marimi               | Home               | Engelska             | 23        | 35    |
| 15 | Norge          | KEiiNO                    | Spirit in the Sky  | Engelska, samiska    | 6         | 331   |
| 16 | Storbritannien | Michael Rice              | Bigger than Us     | Engelska             | 26        | 11    |
| 17 | Island         | Hatari                    | Hatrið mun sigra   | Isländska            | 10        | 232   |
| 18 | Estland        | Victor Crone              | Storm              | Engelska             | 20        | 76    |
| 19 | Vitryssland    | ZENA                      | Like It            | Engelska             | 24        | 31    |
| 20 | Azerbajdzjan   | Chingiz                   | Truth              | Engelska             | 8         | 302   |
| 21 | Frankrike      | Bilal Hassani             | Roi                | Franska, engelska    | 16        | 105   |
| 22 | Italien        | Mahmood                   | Soldi              | Italienska, arabiska | 2         | 472   |
| 23 | Serbien        | Nevena Božović            | Kruna              | Serbiska, engelska   | 18        | 89    |
| 24 | Schweiz        | Luca Hänni                | She Got Me         | Engelska             | 4         | 364   |
| 25 | Australien     | Kate Miller-Heidke        | Zero Gravity       | Engelska             | 9         | 284   |
| 26 | Spanien        | Miki                      | La venda           | Spanska              | 22        | 54    |

## Omröstning

### Semifinal 1
| Teleröstning          | Teleröstning | Teleröstning | Teleröstning | Teleröstning | Teleröstning | Teleröstning | Teleröstning | Teleröstning | Teleröstning | Teleröstning | Teleröstning | Teleröstning | Teleröstning | Teleröstning | Teleröstning | Teleröstning | Teleröstning | Teleröstning | Teleröstning | Teleröstning | Teleröstning |
| Röster (→) Bidrag (↓) | Totalt       | CY           | ME           | FI           | PL           | SI           | CZ           | HU           | BY           | RS           | BE           | GE           | AU           | IS           | EE           | PT           | GR           | SM           | FR           | IL           | ES           |
| --------------------- | ------------ | ------------ | ------------ | ------------ | ------------ | ------------ | ------------ | ------------ | ------------ | ------------ | ------------ | ------------ | ------------ | ------------ | ------------ | ------------ | ------------ | ------------ | ------------ | ------------ | ------------ |
| Cypern                | 54           |              | 4            |              |              |              | 1            | 3            |              |              | 1            | 10           | 3            |              |              | 1            | 12           | 10           |              | 8            | 1            |
| Montenegro            | 15           |              |              |              |              | 7            |              |              |              | 8            |              |              |              |              |              |              |              |              |              |              |              |
| Finland               | 14           |              |              |              |              |              |              |              |              |              |              |              |              | 2            | 12           |              |              |              |              |              |              |
| Polen                 | 60           |              |              | 6            |              | 1            | 7            | 6            | 5            |              | 5            |              | 5            | 8            | 2            |              |              | 5            | 8            |              |              |
| Slovenien             | 93           |              | 8            | 7            | 8            |              | 5            | 7            | 8            | 10           | 3            | 5            |              | 5            | 7            | 7            | 5            | 3            | 2            |              | 3            |
| Tjeckien              | 85           | 2            | 3            | 5            | 5            | 5            |              | 4            | 3            | 1            | 6            | 1            | 10           | 12           | 8            | 4            | 1            | 4            |              | 6            | 5            |
| Ungern                | 32           |              |              | 2            | 3            | 6            | 2            |              |              | 12           |              |              | 1            | 3            | 3            |              |              |              |              |              |              |
| Vitryssland           | 44           | 6            | 5            |              | 2            | 2            | 3            |              |              | 4            |              | 7            | 2            | 6            | 1            |              | 2            |              |              | 4            |              |
| Serbien               | 65           | 5            | 12           | 1            | 4            | 12           | 4            | 2            | 4            |              |              | 3            |              |              |              | 3            | 6            | 2            | 6            | 1            |              |
| Belgien               | 20           | 3            |              |              | 1            |              |              |              |              |              |              |              |              | 1            | 4            | 2            |              |              | 5            |              | 4            |
| Georgien              | 33           | 10           |              |              |              |              |              |              | 1            |              |              |              |              |              |              |              | 10           | 1            | 4            | 7            |              |
| Australien            | 140          | 4            | 7            | 8            | 10           | 4            | 10           | 5            | 10           | 7            | 10           |              |              | 10           | 5            | 10           | 8            | 6            | 7            | 12           | 7            |
| Island                | 151          | 1            | 6            | 12           | 12           | 10           | 6            | 10           | 12           | 6            | 7            | 6            | 12           |              | 6            | 8            | 7            | 7            | 10           | 3            | 10           |
| Estland               | 133          | 7            | 2            | 10           | 7            | 8            | 8            | 8            | 6            | 3            | 12           | 8            | 7            | 7            |              | 12           | 3            | 8            | 1            | 10           | 6            |
| Portugal              | 43           |              |              | 3            |              |              |              |              | 2            |              | 8            | 2            | 4            |              |              |              |              |              | 12           | 2            | 12           |
| Grekland              | 54           | 12           | 1            |              |              |              |              | 1            |              | 2            | 4            | 4            | 8            |              |              | 5            |              | 12           | 3            |              | 2            |
| San Marino            | 124          | 8            | 10           | 4            | 6            | 3            | 12           | 12           | 7            | 5            | 2            | 12           | 6            | 4            | 10           | 6            | 4            |              |              | 5            | 8            |

| Juryröstning          | Juryröstning | Juryröstning | Juryröstning | Juryröstning | Juryröstning | Juryröstning | Juryröstning | Juryröstning | Juryröstning | Juryröstning | Juryröstning | Juryröstning | Juryröstning | Juryröstning | Juryröstning | Juryröstning | Juryröstning | Juryröstning | Juryröstning | Juryröstning | Juryröstning |
| Röster (→) Bidrag (↓) | Totalt       | CY           | ME           | FI           | PL           | SI           | CZ           | HU           | BY           | RS           | BE           | GE           | AU           | IS           | EE           | PT           | GR           | SM           | FR           | IL           | ES           |
| --------------------- | ------------ | ------------ | ------------ | ------------ | ------------ | ------------ | ------------ | ------------ | ------------ | ------------ | ------------ | ------------ | ------------ | ------------ | ------------ | ------------ | ------------ | ------------ | ------------ | ------------ | ------------ |
| Cypern                | 95           |              | 8            |              | 4            | 7            | 10           |              | 4            | 8            | 3            | 5            |              | 1            | 8            | 1            | 12           | 8            | 6            | 4            | 6            |
| Montenegro            | 31           | 4            |              |              |              |              |              |              |              | 12           |              |              |              |              |              |              | 5            | 10           |              |              |              |
| Finland               | 9            |              |              |              | 1            |              |              |              |              |              |              |              | 2            |              |              |              | 4            |              |              |              | 2            |
| Polen                 | 60           |              |              | 10           |              | 3            | 7            | 8            | 6            | 3            |              |              | 8            |              | 7            | 3            |              |              |              | 5            |              |
| Slovenien             | 74           | 5            | 1            | 5            | 8            |              | 12           | 3            |              | 7            |              | 7            | 4            | 5            |              | 8            | 1            | 4            |              |              | 4            |
| Tjeckien              | 157          | 1            | 3            | 8            | 7            | 12           |              | 10           | 7            | 10           | 8            | 12           | 12           | 10           | 12           | 12           | 8            | 3            | 8            | 6            | 8            |
| Ungern                | 65           |              | 6            | 1            | 6            | 2            | 4            |              | 2            | 6            | 2            | 1            | 6            |              | 5            | 7            |              |              | 10           | 7            | 1            |
| Vitryssland           | 78           |              |              |              |              | 8            | 8            | 12           |              | 4            | 4            | 3            |              | 3            | 10           | 6            | 7            | 1            | 4            | 1            | 7            |
| Serbien               | 91           | 6            | 7            | 3            | 10           | 5            | 6            | 7            |              |              | 5            | 6            | 3            | 6            | 6            | 4            | 6            | 5            | 3            |              | 3            |
| Belgien               | 50           | 10           |              | 2            | 3            | 6            | 3            |              |              |              |              | 2            |              | 4            |              | 10           |              | 2            |              | 3            | 5            |
| Georgien              | 29           | 7            | 2            |              |              |              | 1            | 2            | 10           |              |              |              | 5            |              |              |              |              |              | 2            |              |              |
| Australien            | 121          |              | 5            | 12           | 12           |              |              | 5            | 8            | 5            | 12           | 4            |              | 12           | 1            | 2            | 10           | 6            | 7            | 8            | 12           |
| Island                | 70           | 8            | 4            | 4            | 5            | 4            |              | 1            | 1            |              | 10           |              | 10           |              | 2            |              | 2            | 7            | 12           |              |              |
| Estland               | 65           |              |              | 6            |              | 1            |              | 6            | 12           | 1            | 7            | 8            |              | 7            |              | 5            |              |              | 1            | 10           |              |
| Portugal              | 8            | 3            |              |              | 2            |              | 2            |              |              |              | 1            |              |              |              |              |              |              |              |              |              |              |
| Grekland              | 131          | 12           | 12           | 7            |              | 10           | 5            | 4            | 5            | 2            | 6            | 10           | 7            | 8            | 4            |              |              | 12           | 5            | 12           | 10           |
| San Marino            | 26           | 2            | 10           |              |              |              |              |              | 3            |              |              |              | 1            | 2            | 3            |              | 3            |              |              | 2            |              |

| Jury- och teleröstning (sammanlagt) | Jury- och teleröstning (sammanlagt) | Jury- och teleröstning (sammanlagt) | Jury- och teleröstning (sammanlagt) | Jury- och teleröstning (sammanlagt) | Jury- och teleröstning (sammanlagt) | Jury- och teleröstning (sammanlagt) | Jury- och teleröstning (sammanlagt) | Jury- och teleröstning (sammanlagt) | Jury- och teleröstning (sammanlagt) | Jury- och teleröstning (sammanlagt) | Jury- och teleröstning (sammanlagt) | Jury- och teleröstning (sammanlagt) | Jury- och teleröstning (sammanlagt) | Jury- och teleröstning (sammanlagt) | Jury- och teleröstning (sammanlagt) | Jury- och teleröstning (sammanlagt) | Jury- och teleröstning (sammanlagt) | Jury- och teleröstning (sammanlagt) | Jury- och teleröstning (sammanlagt) | Jury- och teleröstning (sammanlagt) | Jury- och teleröstning (sammanlagt) |
| Röster (→) Bidrag (↓)               | Totalt                              | CY                                  | ME                                  | FI                                  | PL                                  | SI                                  | CZ                                  | HU                                  | BY                                  | RS                                  | BE                                  | GE                                  | AU                                  | IS                                  | EE                                  | PT                                  | GR                                  | SM                                  | FR                                  | IL                                  | ES                                  |
| ----------------------------------- | ----------------------------------- | ----------------------------------- | ----------------------------------- | ----------------------------------- | ----------------------------------- | ----------------------------------- | ----------------------------------- | ----------------------------------- | ----------------------------------- | ----------------------------------- | ----------------------------------- | ----------------------------------- | ----------------------------------- | ----------------------------------- | ----------------------------------- | ----------------------------------- | ----------------------------------- | ----------------------------------- | ----------------------------------- | ----------------------------------- | ----------------------------------- |
| Cypern                              | 149                                 |                                     | 12                                  |                                     | 4                                   | 7                                   | 11                                  | 3                                   | 4                                   | 8                                   | 4                                   | 15                                  | 3                                   | 1                                   | 8                                   | 2                                   | 24                                  | 18                                  | 6                                   | 12                                  | 7                                   |
| Montenegro                          | 46                                  | 4                                   |                                     |                                     |                                     | 7                                   |                                     |                                     |                                     | 20                                  |                                     |                                     |                                     |                                     |                                     |                                     | 5                                   | 10                                  |                                     |                                     |                                     |
| Finland                             | 23                                  |                                     |                                     |                                     | 1                                   |                                     |                                     |                                     |                                     |                                     |                                     |                                     | 2                                   | 2                                   | 12                                  |                                     | 4                                   |                                     |                                     |                                     | 2                                   |
| Polen                               | 120                                 |                                     |                                     | 16                                  |                                     | 4                                   | 14                                  | 14                                  | 11                                  | 3                                   | 5                                   |                                     | 13                                  | 8                                   | 9                                   | 3                                   |                                     | 5                                   | 8                                   | 5                                   |                                     |
| Slovenien                           | 167                                 | 5                                   | 9                                   | 12                                  | 16                                  |                                     | 17                                  | 10                                  | 8                                   | 17                                  | 3                                   | 12                                  | 4                                   | 10                                  | 7                                   | 15                                  | 6                                   | 7                                   | 2                                   |                                     | 7                                   |
| Tjeckien                            | 242                                 | 3                                   | 6                                   | 13                                  | 12                                  | 17                                  |                                     | 14                                  | 10                                  | 11                                  | 14                                  | 13                                  | 22                                  | 22                                  | 20                                  | 16                                  | 9                                   | 7                                   | 8                                   | 12                                  | 13                                  |
| Ungern                              | 97                                  |                                     | 6                                   | 3                                   | 9                                   | 8                                   | 6                                   |                                     | 2                                   | 18                                  | 2                                   | 1                                   | 7                                   | 3                                   | 8                                   | 7                                   |                                     |                                     | 10                                  | 7                                   | 1                                   |
| Vitryssland                         | 122                                 | 6                                   | 5                                   |                                     | 2                                   | 10                                  | 11                                  | 12                                  |                                     | 8                                   | 4                                   | 10                                  | 2                                   | 9                                   | 11                                  | 6                                   | 9                                   | 1                                   | 4                                   | 5                                   | 7                                   |
| Serbien                             | 156                                 | 11                                  | 19                                  | 4                                   | 14                                  | 17                                  | 10                                  | 9                                   | 4                                   |                                     | 5                                   | 9                                   | 3                                   | 6                                   | 6                                   | 7                                   | 12                                  | 7                                   | 9                                   | 1                                   | 3                                   |
| Belgien                             | 70                                  | 13                                  |                                     | 2                                   | 4                                   | 6                                   | 3                                   |                                     |                                     |                                     |                                     | 2                                   |                                     | 5                                   | 4                                   | 12                                  |                                     | 2                                   | 5                                   | 3                                   | 9                                   |
| Georgien                            | 62                                  | 17                                  | 2                                   |                                     |                                     |                                     | 1                                   | 2                                   | 11                                  |                                     |                                     |                                     | 5                                   |                                     |                                     |                                     | 10                                  | 1                                   | 6                                   | 7                                   |                                     |
| Australien                          | 261                                 | 4                                   | 12                                  | 20                                  | 22                                  | 4                                   | 10                                  | 10                                  | 18                                  | 12                                  | 22                                  | 4                                   |                                     | 22                                  | 6                                   | 12                                  | 18                                  | 12                                  | 14                                  | 20                                  | 19                                  |
| Island                              | 221                                 | 9                                   | 10                                  | 16                                  | 17                                  | 14                                  | 6                                   | 11                                  | 13                                  | 6                                   | 17                                  | 6                                   | 22                                  |                                     | 8                                   | 8                                   | 9                                   | 14                                  | 22                                  | 3                                   | 10                                  |
| Estland                             | 198                                 | 7                                   | 2                                   | 16                                  | 7                                   | 9                                   | 8                                   | 14                                  | 18                                  | 4                                   | 19                                  | 16                                  | 7                                   | 14                                  |                                     | 17                                  | 3                                   | 8                                   | 2                                   | 20                                  | 6                                   |
| Portugal                            | 51                                  | 3                                   |                                     | 3                                   | 2                                   |                                     | 2                                   |                                     | 2                                   |                                     | 9                                   | 2                                   | 4                                   |                                     |                                     |                                     |                                     |                                     | 12                                  | 2                                   | 12                                  |
| Grekland                            | 185                                 | 24                                  | 13                                  | 7                                   |                                     | 10                                  | 5                                   | 5                                   | 5                                   | 4                                   | 10                                  | 14                                  | 15                                  | 8                                   | 4                                   | 5                                   |                                     | 24                                  | 8                                   | 12                                  | 12                                  |
| San Marino                          | 150                                 | 10                                  | 20                                  | 4                                   | 6                                   | 3                                   | 12                                  | 12                                  | 10                                  | 5                                   | 2                                   | 12                                  | 7                                   | 6                                   | 13                                  | 6                                   | 7                                   |                                     |                                     | 7                                   | 8                                   |

### Semifinal 2
| Teleröstning          | Teleröstning | Teleröstning | Teleröstning | Teleröstning | Teleröstning | Teleröstning | Teleröstning | Teleröstning | Teleröstning | Teleröstning | Teleröstning | Teleröstning | Teleröstning | Teleröstning | Teleröstning | Teleröstning | Teleröstning | Teleröstning | Teleröstning | Teleröstning | Teleröstning | Teleröstning |
| Röster (→) Bidrag (↓) | Totalt       | AM           | IE           | MD           | CH           | LV           | RO           | DK           | SE           | AT           | HR           | MT           | LT           | RU           | AL           | NO           | NL           | MK           | AZ           | IT           | GB           | DE           |
| --------------------- | ------------ | ------------ | ------------ | ------------ | ------------ | ------------ | ------------ | ------------ | ------------ | ------------ | ------------ | ------------ | ------------ | ------------ | ------------ | ------------ | ------------ | ------------ | ------------ | ------------ | ------------ | ------------ |
| Armenien              | 23           |              |              | 2            |              |              |              |              |              |              |              |              |              | 10           |              |              | 5            | 6            |              |              |              |              |
| Irland                | 3            |              |              |              |              |              |              |              |              |              |              |              |              |              |              |              |              |              |              |              | 3            |              |
| Moldavien             | 27           | 3            |              |              |              |              | 12           | 2            |              |              |              |              |              | 5            |              |              |              |              |              | 5            |              |              |
| Schweiz               | 137          | 8            | 6            | 6            |              | 3            | 7            | 6            | 4            | 12           | 8            | 12           | 4            | 4            | 6            | 7            | 8            | 2            | 10           | 6            | 6            | 12           |
| Lettland              | 13           |              |              | 1            |              |              |              |              |              |              |              |              | 12           |              |              |              |              |              |              |              |              |              |
| Rumänien              | 24           |              | 1            | 12           |              |              |              |              |              |              |              |              |              |              |              |              |              |              |              | 10           | 1            |              |
| Danmark               | 41           | 1            | 2            |              | 2            | 5            |              |              | 10           | 2            | 1            | 2            | 3            |              | 1            | 8            | 4            |              |              |              |              |              |
| Sverige               | 88           | 4            | 5            |              | 8            | 4            | 1            | 10           |              | 1            | 4            | 7            | 5            | 2            | 4            | 10           | 10           | 1            | 3            |              | 4            | 5            |
| Österrike             | 0            |              |              |              |              |              |              |              |              |              |              |              |              |              |              |              |              |              |              |              |              |              |
| Kroatien              | 38           | 2            |              |              | 5            | 1            |              |              | 1            | 8            |              | 1            |              | 3            | 3            |              |              | 10           | 1            |              |              | 3            |
| Malta                 | 50           | 7            | 4            | 3            |              | 2            | 2            | 5            |              |              | 2            |              | 1            |              |              | 3            | 1            | 4            | 6            | 2            | 8            |              |
| Litauen               | 77           |              | 12           | 5            | 1            | 10           |              | 4            | 7            |              |              | 3            |              | 1            | 5            | 12           | 2            |              | 2            |              | 12           | 1            |
| Ryssland              | 124          | 12           | 7            | 10           | 3            | 12           | 8            | 3            | 3            | 4            | 3            | 5            | 10           |              | 2            | 4            | 3            | 7            | 12           | 7            | 2            | 7            |
| Albanien              | 58           |              |              |              | 12           |              | 3            |              | 2            | 3            | 6            |              |              |              |              | 2            |              | 12           | 4            | 12           |              | 2            |
| Norge                 | 170          | 5            | 10           | 4            | 10           | 8            | 5            | 12           | 12           | 10           | 10           | 8            | 8            | 8            | 12           |              | 12           | 3            | 5            | 8            | 10           | 10           |
| Nederländerna         | 140          | 10           | 8            | 7            | 6            | 7            | 6            | 8            | 5            | 6            | 7            | 10           | 6            | 7            | 10           | 5            |              | 8            | 8            | 3            | 5            | 8            |
| Nordmakedonien        | 84           | 6            |              |              | 7            |              | 4            | 1            | 6            | 5            | 12           | 6            | 2            | 6            | 8            | 1            | 6            |              | 7            | 1            |              | 6            |
| Azerbajdzjan          | 121          |              | 3            | 8            | 4            | 6            | 10           | 7            | 8            | 7            | 5            | 4            | 7            | 12           | 7            | 6            | 7            | 5            |              | 4            | 7            | 4            |

| Juryröstning          | Juryröstning | Juryröstning | Juryröstning | Juryröstning | Juryröstning | Juryröstning | Juryröstning | Juryröstning | Juryröstning | Juryröstning | Juryröstning | Juryröstning | Juryröstning | Juryröstning | Juryröstning | Juryröstning | Juryröstning | Juryröstning | Juryröstning | Juryröstning | Juryröstning | Juryröstning |
| Röster (→) Bidrag (↓) | Totalt       | AM           | IE           | MD           | CH           | LV           | RO           | DK           | SE           | AT           | HR           | MT           | LT           | RU           | AL           | NO           | NL           | MK           | AZ           | IT           | GB           | DE           |
| --------------------- | ------------ | ------------ | ------------ | ------------ | ------------ | ------------ | ------------ | ------------ | ------------ | ------------ | ------------ | ------------ | ------------ | ------------ | ------------ | ------------ | ------------ | ------------ | ------------ | ------------ | ------------ | ------------ |
| Armenien              | 26           |              | 2            | 4            |              | 2            |              |              |              | 1            | 1            | 6            |              | 6            |              |              | 2            | 2            |              |              |              |              |
| Irland                | 13           |              |              | 5            |              |              |              |              |              |              |              |              |              |              |              |              |              |              |              | 8            |              |              |
| Moldavien             | 58           | 5            |              |              | 5            |              | 12           |              | 6            |              | 2            | 5            |              | 5            | 3            | 2            | 6            |              | 3            |              | 4            |              |
| Schweiz               | 95           | 6            | 10           |              |              |              | 3            | 4            | 12           | 7            | 10           |              | 5            | 2            | 5            | 8            | 8            | 5            | 2            |              |              | 8            |
| Lettland              | 37           | 3            |              |              | 7            |              |              | 6            |              |              |              |              | 7            |              |              | 1            |              | 3            | 5            | 5            |              |              |
| Rumänien              | 47           | 2            |              | 12           |              |              |              |              |              |              |              | 1            |              | 12           |              |              |              | 1            | 8            | 2            | 5            | 4            |
| Danmark               | 53           |              | 3            | 1            | 2            | 7            |              |              | 2            | 4            |              |              |              | 3            |              | 5            | 3            |              |              | 12           | 6            | 5            |
| Sverige               | 150          | 12           | 12           |              | 10           | 12           | 4            | 12           |              | 12           | 4            | 10           | 10           |              | 7            | 12           | 12           | 4            |              |              | 10           | 7            |
| Österrike             | 21           |              |              |              |              | 1            | 1            | 2            | 8            |              |              |              | 6            |              | 1            |              |              |              |              | 1            |              | 1            |
| Kroatien              | 26           |              | 1            |              |              |              |              | 5            |              | 5            |              |              |              |              | 2            |              | 5            |              |              |              | 8            |              |
| Malta                 | 107          | 10           | 4            | 7            | 4            | 4            | 5            |              | 4            | 2            | 6            |              | 3            | 8            | 6            | 4            | 10           | 7            | 6            | 10           | 1            | 6            |
| Litauen               | 16           |              |              |              | 3            | 6            |              |              | 3            |              |              | 3            |              |              |              |              |              |              | 1            |              |              |              |
| Ryssland              | 93           | 7            |              | 8            | 1            | 3            | 6            | 3            | 7            |              | 3            | 8            | 4            |              | 8            | 3            | 7            | 10           | 12           |              | 3            |              |
| Albanien              | 38           |              |              | 2            |              |              | 2            |              |              |              | 5            |              |              | 7            |              |              |              | 12           | 7            | 3            |              |              |
| Norge                 | 40           | 1            | 7            | 3            | 6            |              |              | 8            | 5            | 3            |              | 4            | 1            |              |              |              |              |              |              |              |              | 2            |
| Nederländerna         | 140          | 4            | 8            |              | 12           | 8            | 8            | 7            | 10           | 10           | 8            | 12           | 12           | 1            | 4            | 10           |              | 6            | 4            | 4            | 2            | 10           |
| Nordmakedonien        | 155          | 8            | 6            | 10           | 8            | 5            | 10           | 10           |              | 8            | 12           | 2            | 2            | 10           | 12           | 7            | 4            |              | 10           | 7            | 12           | 12           |
| Azerbajdzjan          | 103          |              | 5            | 6            |              | 10           | 7            | 1            | 1            | 6            | 7            | 7            | 8            | 4            | 10           | 6            | 1            | 8            |              | 6            | 7            | 3            |

| Jury- och teleröstning (sammanlagt) | Jury- och teleröstning (sammanlagt) | Jury- och teleröstning (sammanlagt) | Jury- och teleröstning (sammanlagt) | Jury- och teleröstning (sammanlagt) | Jury- och teleröstning (sammanlagt) | Jury- och teleröstning (sammanlagt) | Jury- och teleröstning (sammanlagt) | Jury- och teleröstning (sammanlagt) | Jury- och teleröstning (sammanlagt) | Jury- och teleröstning (sammanlagt) | Jury- och teleröstning (sammanlagt) | Jury- och teleröstning (sammanlagt) | Jury- och teleröstning (sammanlagt) | Jury- och teleröstning (sammanlagt) | Jury- och teleröstning (sammanlagt) | Jury- och teleröstning (sammanlagt) | Jury- och teleröstning (sammanlagt) | Jury- och teleröstning (sammanlagt) | Jury- och teleröstning (sammanlagt) | Jury- och teleröstning (sammanlagt) | Jury- och teleröstning (sammanlagt) | Jury- och teleröstning (sammanlagt) |
| Röster (→) Bidrag (↓)               | Totalt                              | AM                                  | IE                                  | MD                                  | CH                                  | LV                                  | RO                                  | DK                                  | SE                                  | AT                                  | HR                                  | MT                                  | LT                                  | RU                                  | AL                                  | NO                                  | NL                                  | MK                                  | AZ                                  | IT                                  | GB                                  | DE                                  |
| ----------------------------------- | ----------------------------------- | ----------------------------------- | ----------------------------------- | ----------------------------------- | ----------------------------------- | ----------------------------------- | ----------------------------------- | ----------------------------------- | ----------------------------------- | ----------------------------------- | ----------------------------------- | ----------------------------------- | ----------------------------------- | ----------------------------------- | ----------------------------------- | ----------------------------------- | ----------------------------------- | ----------------------------------- | ----------------------------------- | ----------------------------------- | ----------------------------------- | ----------------------------------- |
| Armenien                            | 49                                  |                                     | 2                                   | 6                                   |                                     | 2                                   |                                     |                                     |                                     | 1                                   | 1                                   | 6                                   |                                     | 16                                  |                                     |                                     | 7                                   | 8                                   |                                     |                                     |                                     |                                     |
| Irland                              | 16                                  |                                     |                                     | 5                                   |                                     |                                     |                                     |                                     |                                     |                                     |                                     |                                     |                                     |                                     |                                     |                                     |                                     |                                     |                                     | 8                                   | 3                                   |                                     |
| Moldavien                           | 85                                  | 8                                   |                                     |                                     | 5                                   |                                     | 24                                  | 2                                   | 6                                   |                                     | 2                                   | 5                                   |                                     | 10                                  | 3                                   | 2                                   | 6                                   |                                     | 3                                   | 5                                   | 4                                   |                                     |
| Schweiz                             | 232                                 | 14                                  | 16                                  | 6                                   |                                     | 3                                   | 10                                  | 10                                  | 16                                  | 19                                  | 18                                  | 12                                  | 9                                   | 6                                   | 11                                  | 15                                  | 16                                  | 7                                   | 12                                  | 6                                   | 6                                   | 20                                  |
| Lettland                            | 50                                  | 3                                   |                                     | 1                                   | 7                                   |                                     |                                     | 6                                   |                                     |                                     |                                     |                                     | 19                                  |                                     |                                     | 1                                   |                                     | 3                                   | 5                                   | 5                                   |                                     |                                     |
| Rumänien                            | 71                                  | 2                                   | 1                                   | 24                                  |                                     |                                     |                                     |                                     |                                     |                                     |                                     | 1                                   |                                     | 12                                  |                                     |                                     |                                     | 1                                   | 8                                   | 12                                  | 6                                   | 4                                   |
| Danmark                             | 94                                  | 1                                   | 5                                   | 1                                   | 4                                   | 12                                  |                                     |                                     | 12                                  | 6                                   | 1                                   | 2                                   | 3                                   | 3                                   | 1                                   | 13                                  | 7                                   |                                     |                                     | 12                                  | 6                                   | 5                                   |
| Sverige                             | 238                                 | 16                                  | 17                                  |                                     | 18                                  | 16                                  | 5                                   | 22                                  |                                     | 13                                  | 8                                   | 17                                  | 15                                  | 2                                   | 11                                  | 22                                  | 22                                  | 5                                   | 3                                   |                                     | 14                                  | 12                                  |
| Österrike                           | 21                                  |                                     |                                     |                                     |                                     | 1                                   | 1                                   | 2                                   | 8                                   |                                     |                                     |                                     | 6                                   |                                     | 1                                   |                                     |                                     |                                     |                                     | 1                                   |                                     | 1                                   |
| Kroatien                            | 64                                  | 2                                   | 1                                   |                                     | 5                                   | 1                                   |                                     | 5                                   | 1                                   | 13                                  |                                     | 1                                   |                                     | 3                                   | 5                                   |                                     | 5                                   | 10                                  | 1                                   |                                     | 8                                   | 3                                   |
| Malta                               | 157                                 | 17                                  | 8                                   | 10                                  | 4                                   | 6                                   | 7                                   | 5                                   | 4                                   | 2                                   | 8                                   |                                     | 4                                   | 8                                   | 6                                   | 7                                   | 11                                  | 11                                  | 12                                  | 12                                  | 9                                   | 6                                   |
| Litauen                             | 93                                  |                                     | 12                                  | 5                                   | 4                                   | 16                                  |                                     | 4                                   | 10                                  |                                     |                                     | 6                                   |                                     | 1                                   | 5                                   | 12                                  | 2                                   |                                     | 3                                   |                                     | 12                                  | 1                                   |
| Ryssland                            | 217                                 | 19                                  | 7                                   | 18                                  | 4                                   | 15                                  | 14                                  | 6                                   | 10                                  | 4                                   | 6                                   | 13                                  | 14                                  |                                     | 10                                  | 7                                   | 10                                  | 17                                  | 24                                  | 7                                   | 5                                   | 7                                   |
| Albanien                            | 96                                  |                                     |                                     | 2                                   | 12                                  |                                     | 5                                   |                                     | 2                                   | 3                                   | 11                                  |                                     |                                     | 7                                   |                                     | 2                                   |                                     | 24                                  | 11                                  | 15                                  |                                     | 2                                   |
| Norge                               | 210                                 | 6                                   | 17                                  | 7                                   | 16                                  | 8                                   | 5                                   | 20                                  | 17                                  | 13                                  | 10                                  | 12                                  | 9                                   | 8                                   | 12                                  |                                     | 12                                  | 3                                   | 5                                   | 8                                   | 10                                  | 12                                  |
| Nederländerna                       | 280                                 | 14                                  | 16                                  | 7                                   | 18                                  | 15                                  | 14                                  | 15                                  | 15                                  | 16                                  | 15                                  | 22                                  | 18                                  | 8                                   | 14                                  | 15                                  |                                     | 14                                  | 12                                  | 7                                   | 7                                   | 18                                  |
| Nordmakedonien                      | 239                                 | 14                                  | 6                                   | 10                                  | 15                                  | 5                                   | 14                                  | 11                                  | 6                                   | 13                                  | 24                                  | 8                                   | 4                                   | 16                                  | 20                                  | 8                                   | 10                                  |                                     | 17                                  | 8                                   | 12                                  | 18                                  |
| Azerbajdzjan                        | 224                                 |                                     | 8                                   | 14                                  | 4                                   | 16                                  | 17                                  | 8                                   | 9                                   | 13                                  | 12                                  | 11                                  | 15                                  | 16                                  | 17                                  | 12                                  | 8                                   | 13                                  |                                     | 10                                  | 14                                  | 7                                   |

### Final

#### Poängutdelare
| Nr | Land           | Poängutdelare        |
| -- | -------------- | -------------------- |
| 1  | Portugal       | Inês Lopes Gonçalves |
| 2  | Azerbajdzjan   | Faig Agayev          |
| 3  | Malta          | Ben Camille          |
| 4  | Nordmakedonien | Nikola Trajkovski    |
| 5  | San Marino     | Monica Fabbri        |
| 6  | Nederländerna  | Emma Wortelboer      |
| 7  | Montenegro     | Ajda Šufta           |
| 8  | Estland        | Kelly Sildaru        |
| 9  | Polen          | Mateusz Szymkowiak   |
| 10 | Norge          | Alexander Rybak      |
| 11 | Spanien        | Nieves Álvarez       |
| 12 | Österrike      | Philipp Hansa        |
| 13 | Storbritannien | Rylan Clark-Neal     |
| 14 | Italien        | Ema Stokholma        |
| 15 | Albanien       | Andri Xhahu          |
| 16 | Ungern         | Bence Forró          |
| 17 | Moldavien      | Doina Stimpovschi    |
| 18 | Irland         | Sinéad Kennedy       |
| 19 | Vitryssland    | Maria Vasilevich     |
| 20 | Armenien       | Aram Mp3             |
| 21 | Rumänien       | Ilinca Băcilă        |

| Nr | Land       | Poängutdelare               |
| -- | ---------- | --------------------------- |
| 22 | Cypern     | Hovig Demirjian             |
| 23 | Australien | Electric Fields             |
| 24 | Ryssland   | Ivan Bessonov               |
| 25 | Tyskland   | Barbara Schöneberger        |
| 26 | Belgien    | David Jeanmotte             |
| 27 | Sverige    | Eric Saade                  |
| 28 | Kroatien   | Monika Lelas Halambeck      |
| 29 | Litauen    | Giedrius Masalskis          |
| 30 | Serbien    | Dragana Kosjerina           |
| 31 | Island     | Jóhannes Haukur Jóhannesson |
| 32 | Georgien   | Gaga Abashidze              |
| 33 | Grekland   | Gus G.                      |
| 34 | Lettland   | Laura Rizzotto              |
| 35 | Tjeckien   | Radka Rosická               |
| 36 | Danmark    | Rasmussen                   |
| 37 | Frankrike  | Julia Molkhou               |
| 38 | Finland    | Christoffer Strandberg      |
| 39 | Schweiz    | Sinplus                     |
| 40 | Slovenien  | Lea Sirk                    |
| 41 | Israel     | Izhar Cohen                 |

## Resultattabeller

### Icke-kvalificerade länder
Efter att finalen avslutades släpptes poäng och placeringar för semifinalisterna. Nedan redovisas uppgifterna för de semifinalister som inte tog sig till finalen efter totalpoäng.
| Placering | Land       | Poäng | Sista program |
| --------- | ---------- | ----- | ------------- |
| 27        | Polen      | 120   | Semifinal 1   |
| 28        | Ungern     | 97    | Semifinal 1   |
| 29        | Litauen    | 94    | Semifinal 2   |
| 30        | Moldavien  | 85    | Semifinal 2   |
| 31        | Rumänien   | 71    | Semifinal 2   |
| 32        | Belgien    | 70    | Semifinal 1   |
| 33        | Kroatien   | 64    | Semifinal 2   |
| 34        | Georgien   | 62    | Semifinal 1   |
| 35        | Portugal   | 51    | Semifinal 1   |
| 36        | Lettland   | 50    | Semifinal 2   |
| 37        | Armenien   | 49    | Semifinal 2   |
| 38        | Montenegro | 46    | Semifinal 1   |
| 39        | Finland    | 23    | Semifinal 1   |
| 40        | Österrike  | 21    | Semifinal 2   |
| 41        | Irland     | 16    | Semifinal 2   |

## Anteckningar
1. ↑  på uppdrag av ARD.

### Fotnoter
1. ↑  Eurovision.tv 2018-09-13: Tel Aviv to host Eurovision 2019!
2. ↑  ”Official: Bulgaria withdraws from the Eurovision Song Contest” (på engelska). esc-plus.com. 15 oktober 2018. https://www.esc-plus.com/official-bulgaria-withdraws-from-the-eurovision-song-contest/.
3. ↑  ”ukraine-withdraw-from-eurovision-2019”. Arkiverad från originalet den 28 mars 2019. https://web.archive.org/web/20190328230615/https://escxtra.com/2019/02/27/ukraine-withdraw-from-eurovision-2019/. Läst 27 februari 2019.
4. ↑  Eurovisionworld 2018-09-13: Eurovision Song Contest 2019: Tel Aviv
5. ↑  ”Israel är vinnare av årets Eurovision”. SVT Nyheter. 13 maj 2018. https://www.svt.se/kultur/musik/har-ar-vinnaren-av-arets-eurovison. Läst 25 maj 2018.
6. ↑  ”Duncan Laurence wins Eurovision 2019 for the Netherlands”. https://eurovision.tv/story/duncan-laurence-the-netherlands-wins-2019-eurovision-song-contest. Läst 19 maj 2019.
7. ↑  israel-s-netta-wins-2018-eurovision-song-contest-with-toy-1
8. ↑  no-serious-talk-about-boycott-of-eurovision-2019-jon-ola-sand
9. ↑  tel-aviv-host-city-eurovision-2019 tel-aviv-host-city-eurovision-2019 tel-aviv-host-city-eurovision-2019
10. ↑  eurovision-2019-televotes-to-be-revealed-in-order-of-jury-ranking
11. ↑  ”Jonida Maliqi” (på engelska). eurovision.tv. https://eurovision.tv/participant/jonida-maliqi. Läst 25 juni 2025.
12. ↑  ”Srbuk” (på engelska). eurovision.tv. https://eurovision.tv/participant/srbuk. Läst 25 juni 2025.
13. ↑  ”Kate Miller-Heidke” (på engelska). eurovision.tv. https://eurovision.tv/participant/kate-miller-heidke. Läst 25 juni 2025.
14. ↑  ”Chingiz” (på engelska). eurovision.tv. https://eurovision.tv/participant/chingiz. Läst 25 juni 2025.
15. ↑  ”Eliot” (på engelska). eurovision.tv. https://eurovision.tv/participant/eliot. Läst 25 juni 2025.
16. ↑  ”Tamta” (på engelska). eurovision.tv. https://eurovision.tv/participant/tamta. Läst 25 juni 2025.
17. ↑  ”Leonora” (på engelska). eurovision.tv. https://eurovision.tv/participant/leonora. Läst 25 juni 2025.
18. ↑  ”Victor Crone” (på engelska). eurovision.tv. https://eurovision.tv/participant/victor-crone. Läst 25 juni 2025.
19. ↑  ”Darude feat. Sebastian Rejman” (på engelska). eurovision.tv. https://eurovision.tv/participant/darude. Läst 25 juni 2025.
20. ↑  ”Bilal Hassani” (på engelska). eurovision.tv. https://eurovision.tv/participant/bilal-hassani. Läst 25 juni 2025.
21. ↑  ”Oto Nemsadze” (på engelska). eurovision.tv. https://eurovision.tv/participant/oto-nemsadze. Läst 25 juni 2025.
22. ↑  ”Katerine Duska” (på engelska). eurovision.tv. https://eurovision.tv/participant/katerine-duska. Läst 25 juni 2025.
23. ↑  ”Sarah McTernan” (på engelska). eurovision.tv. https://eurovision.tv/participant/sarah-mcternan. Läst 25 juni 2025.
24. ↑  ”Hatari” (på engelska). eurovision.tv. https://eurovision.tv/participant/hatari. Läst 25 juni 2025.
25. ↑  ”Kobi Marimi” (på engelska). eurovision.tv. https://eurovision.tv/participant/kobi-marimi. Läst 25 juni 2025.
26. ↑  ”Mahmood” (på engelska). eurovision.tv. https://eurovision.tv/participant/mahmood. Läst 25 juni 2025.
27. ↑  ”Roko” (på engelska). eurovision.tv. https://eurovision.tv/participant/roko. Läst 25 juni 2025.
28. ↑  ”Carousel” (på engelska). eurovision.tv. https://eurovision.tv/participant/carousel. Läst 25 juni 2025.
29. ↑  ”Jurij Veklenko” (på engelska). eurovision.tv. https://eurovision.tv/participant/jurijus. Läst 25 juni 2025.
30. ↑  ”Michela” (på engelska). eurovision.tv. https://eurovision.tv/participant/michela-pace. Läst 25 juni 2025.
31. ↑  ”Anna Odobescu” (på engelska). eurovision.tv. https://eurovision.tv/participant/anna-odobescu. Läst 25 juni 2025.
32. ↑  ”D mol” (på engelska). eurovision.tv. https://eurovision.tv/participant/d-moll. Läst 25 juni 2025.
33. ↑  ”Duncan Laurence” (på engelska). eurovision.tv. https://eurovision.tv/participant/duncan-laurence. Läst 25 juni 2025.
34. ↑  ”Tamara Todevska” (på engelska). eurovision.tv. https://eurovision.tv/participant/tamara-todevska. Läst 25 juni 2025.
35. ↑  ”KEiiNO” (på engelska). eurovision.tv. https://eurovision.tv/participant/keiino. Läst 25 juni 2025.
36. ↑  ”Tulia” (på engelska). eurovision.tv. https://eurovision.tv/participant/tulia. Läst 25 juni 2025.
37. ↑  ”Conan Osiris” (på engelska). eurovision.tv. https://eurovision.tv/participant/conan-osiris. Läst 25 juni 2025.
38. ↑  ”Ester Peony” (på engelska). eurovision.tv. https://eurovision.tv/participant/ester-peony. Läst 25 juni 2025.
39. ↑  ”Sergey Lazarev” (på engelska). eurovision.tv. https://eurovision.tv/participant/sergey-lazarev-2019. Läst 25 juni 2025.
40. ↑  ”Serhat” (på engelska). eurovision.tv. https://eurovision.tv/participant/serhat-2019. Läst 25 juni 2025.
41. ↑  ”Luca Hänni” (på engelska). eurovision.tv. https://eurovision.tv/participant/luca-haenni. Läst 25 juni 2025.
42. ↑  ”Nevena Božović” (på engelska). eurovision.tv. https://eurovision.tv/participant/nevena-bozovic. Läst 25 juni 2025.
43. ↑  ”Zala Kralj & Gašper Šantl” (på engelska). eurovision.tv. https://eurovision.tv/participant/zala-kralj-gasper-santl. Läst 25 juni 2025.
44. ↑  ”Miki” (på engelska). eurovision.tv. https://eurovision.tv/participant/miki. Läst 25 juni 2025.
45. ↑  ”Michael Rice” (på engelska). eurovision.tv. https://eurovision.tv/participant/michael-rice. Läst 25 juni 2025.
46. ↑  ”John Lundvik” (på engelska). eurovision.tv. https://eurovision.tv/participant/john-lundvik. Läst 25 juni 2025.
47. ↑  ”Lake Malawi” (på engelska). eurovision.tv. https://eurovision.tv/participant/lake-malawi. Läst 25 juni 2025.
48. ↑  ”S!sters” (på engelska). eurovision.tv. https://eurovision.tv/participant/s%21sters. Läst 25 juni 2025.
49. ↑  ”Joci Pápai” (på engelska). eurovision.tv. https://eurovision.tv/participant/joci-papai-2019. Läst 25 juni 2025.
50. ↑  ”ZENA” (på engelska). eurovision.tv. https://eurovision.tv/participant/zena. Läst 25 juni 2025.
51. ↑  ”PÆNDA” (på engelska). eurovision.tv. https://eurovision.tv/participant/paenda. Läst 25 juni 2025.
52. ↑  flera-doda-efter-nya-valdsamheter-i-gaza
53. ↑  iceland-ruv-considers-withdrawing-from-eurovision-2019
54. ↑  safety-first-the-ebu-sends-special-letter-to-all-2019-participating-countries-following-threats-to-french-singers
55. ↑  Sverige måste säga nej till Eurovision i Israel
56. ↑  storbrak-kan-stoppa-ukrainas-eurovisionbidrag
57. ↑  storbrak-kring-den-ukrainska-eurovisionartisten
58. ↑  ukraine-maruv-will-not-go-to-eurovision
59. ↑  ukraina-i-eurovision-kris-efter-avhopp
60. ↑  first-batch-of-eurovision-tickets-sells-out-in-10-minutes
61. ↑  eurovision-ticket-sales-frozen-amid-scalping-concerns
62. ↑  Eurovision-ticket-sales-reopening-to-public
63. ↑  ”Hackers interrupt Israel Eurovision webcast” (på brittisk engelska). 15 maj 2019. https://www.bbc.com/news/technology-48280902. Läst 19 maj 2019.
64. ↑  eurovisions-sandning-hackad-visade-explosioner
65. ↑  eurovision19-multiple-broadcasters-report-issues-with-semi-final-one-coverage
66. ↑  bloggar.aftonbladet.se/schlagerbloggen
67. ↑  Iceland's Hatari raises Palestinian flags during Eurovision results, Euronews. Publicerat den 20 maj 2019. Läst den 20 maj 2019.
68. ↑  Isländska Hatari: ”Att hålla Eurovision i Israel är enormt politiskt”, Aftonbladet. Publicerat den 18 maj 2019. Läst den 20 maj 2019.
69. ↑  island-holl-upp-banderoll-med-befria-palestina
70. ↑  madonna-far-kritik-for-sitt-upptradande
71. ↑  ”no-entry-in-eurovision-2019-for-kazakhstan-clarifies-jon-ola-sand”. Arkiverad från originalet den 14 oktober 2022. https://web.archive.org/web/20221014181821/https://escxtra.com/2018/11/23/no-entry-in-eurovision-2019-for-kazakhstan-clarifies-jon-ola-sand/. Läst 21 januari 2019.
72. ↑  ”kosovo-vote-delayed”. Arkiverad från originalet den 17 januari 2019. https://web.archive.org/web/20190117013400/https://escxtra.com/2018/12/05/kosovo-vote-delayed/. Läst 21 januari 2019.
73. ↑  liechtenstein-1fltv-plans-eurovision-debut-2019
74. ↑  ”Andorra: No Participation in Eurovision Events for the Foreseeable Future - Eurovoix” (på brittisk engelska). Eurovoix. https://eurovoix.com/2018/05/19/andorra-no-participation-in-eurovision-events-for-the-foreseeable-future/. Läst 27 maj 2018.
75. ↑  ”Bosnia & Herzegovina: BHRT Barred From Competing in Eurovision Contests - Eurovoix” (på brittisk engelska). Eurovoix. https://eurovoix.com/2018/05/25/bosnia-herzegovina-bhrt-barred-from-competing-in-eurovision-contests/. Läst 27 maj 2018.
76. ↑  luxembourg-rtl-tele-letzebuerg-rules-out-eurovision-return-in-2019
77. ↑  monaco-tmc-will-not-return-to-eurovision-in-2019
78. ↑  ”Slovakia: No Return to Eurovision in 2019 - Eurovoix” (på brittisk engelska). Eurovoix. https://eurovoix.com/2018/05/31/slovakia-no-return-to-eurovision-in-2019/. Läst 1 juni 2018.
79. ↑  ”Turkey to return Eurovision 'if no more bearded divas'” (på engelska). Hürriyet Daily News. http://www.hurriyetdailynews.com/turkey-to-return-eurovision-if-no-more-bearded-divas-135427. Läst 8 augusti 2018.
80. 1 2 3  ”Eurovision Song Contest 2019: Tel Aviv”. Eurovisionworld. https://eurovisionworld.com/eurovision/2019/event. Läst 28 februari 2019.
81. 1 2  ”Eurovision 2019: Which country takes part in which Semi-Final?”. eurovision.tv. https://eurovision.tv/story/semi-final-allocation-draw-results-2019. Läst 28 februari 2019.
82. ↑  ”Efter Eurovisionkrisen: Ukraina ställer inte upp i finalen”. SVT Nyheter. 27 februari 2019. https://www.svt.se/kultur/ukraina-i-eurovision-kris-efter-avhopp. Läst 28 februari 2019.
83. ↑  ”Eurovision Cyprus: CyBC confirms participation in Eurovision 2019 - ESCToday.com” (på amerikansk engelska). Eurovision News, Polls and Information by ESCToday. http://esctoday.com/167311/cyprus-cybc-confirms-participation-in-eurovision-2019/. Läst 13 juni 2018.
84. ↑  montenegro-rtcg-confirms-preliminary-participation-in-eurovision-2019
85. ↑  ”Viisuvuosi 2019 tulee - anna palautetta ja sisältöideoita” (på finska). https://yle.fi/aihe/artikkeli/2018/05/14/viisuvuosi-2019-tulee-anna-palautetta-ja-sisaltoideoita. Läst 25 maj 2018.
86. ↑  ”Poland: Preliminary Confirmation of Participation in 2019 - Eurovoix” (på brittisk engelska). Eurovoix. 4 maj 2018. Arkiverad från originalet den 21 mars 2019. https://web.archive.org/web/20190321200927/https://eurovoix.com/2018/05/04/poland-preliminary-confirmation-of-participation-in-2019/. Läst 25 maj 2018.
87. ↑  slovenia-rtvslo-confirms-participation-in-eurovision-2019
88. ↑  ”Czech Republic wants to use national final again - ESCXTRA.com” (på amerikansk engelska). ESCXTRA.com. https://www.escxtra.com/2018/05/23/czech-republic-wants-to-use-national-final-again/. Läst 1 juni 2018.
89. ↑  the-winner-of-a-dal-2019-represent-hungary-eurovision-2019-in-israel
90. ↑  belarus-eurovision-2019-participation
91. ↑  ”Serbia: Beovizija To Return in 2019 - Eurovoix” (på brittisk engelska). Eurovoix. 12 maj 2018. https://eurovoix.com/2018/05/12/serbia-beovizija-to-return-in-2019/. Läst 25 maj 2018.
92. ↑  ”Belgium: RTBF Confirms Eurovision 2019 Participation - Eurovoix” (på brittisk engelska). Eurovoix. https://eurovoix.com/2018/07/13/belgium-eurovision-2019-participation/. Läst 14 juli 2018.
93. ↑  georgia-gpb-confirms-participation-in-eurovision-2019
94. ↑  ”Kate Miller-Heidke chosen to represent Australia at Eurovision 2019” (på brittisk engelska). The Guardian. 9 februari 2019. ISSN 0261-3077. https://www.theguardian.com/tv-and-radio/2019/feb/10/kate-miller-heidke-chosen-to-represent-australia-at-eurovision-2019. Läst 9 mars 2019.
95. ↑  iceland-ruv-confirms-participation-in-eurovision-2019
96. ↑  ”Estonia: ERR Begins Search For New Head of Eesti Laul - Eurovoix” (på brittisk engelska). Eurovoix. 23 april 2018. https://eurovoix.com/2018/04/23/estonia-err-begins-search-for-new-head-of-eesti-laul/. Läst 25 maj 2018.
97. ↑  portugal-rtp-confirms-participation-in-eurovision-2019
98. ↑  greece-ert-confirms-eurovision-2019-participation
99. ↑  ”San Marino: 1 in 360 to Return Next Year? - Eurovoix” (på brittisk engelska). Eurovoix. 5 mars 2018. https://eurovoix.com/2018/03/05/san-marino-1-360-return-next-year/. Läst 25 maj 2018.
100. ↑  armenia-amptv-confirms-participation-in-eurovision-2019
101. ↑  ”Ireland: RTÉ Confirms Eurovision Song Contest 2019 Participation - Eurovoix” (på brittisk engelska). Eurovoix. https://eurovoix.com/2018/08/16/ireland-rte-confirms-eurovision-song-contest-2019-participation/. Läst 17 augusti 2018.
102. ↑  42-countries-take-part-in-eurovision-2019
103. ↑  ”Switzerland: SRF Will Continue Eurovision Participation Despite Run of Poor Results - Eurovoix” (på brittisk engelska). Eurovoix. 15 maj 2018. https://eurovoix.com/2018/05/15/switzerland-srf-will-continue-eurovision-participation-despite-run-of-poor-results/. Läst 25 maj 2018.
104. ↑  ”Latvia: LTV Confirms Participation in Eurovision 2019 - Eurovoix” (på brittisk engelska). Eurovoix. https://eurovoix.com/2018/07/27/latvia-ltv-confirms-participation-in-eurovision-2019/. Läst 8 augusti 2018.
105. ↑  romania-tvr-confirms-participation-in-eurovision-2019
106. ↑  ”Danmark hittede i Grand Prix: Sådan gør vi det igen i 2019” (på danska). DR. https://www.dr.dk/event/melodigrandprix/danmark-hittede-i-grand-prix-saadan-goer-vi-det-igen-i-2019. Läst 25 maj 2018.
107. ↑  ”Melodifestivalen och Eurovision: Vanliga frågor”. svt.se. https://www.svt.se/melodifestivalen/melodifestivalen-och-eurovision-vanliga-fragor/. Läst 25 maj 2018.
108. ↑  austria-orf-confirms-participation-in-eurovision-2019
109. ↑  ”Croatia: Signals Intention To Take Part in Eurovision Song Contest 2019 - Eurovoix” (på brittisk engelska). Eurovoix. 21 maj 2018. https://eurovoix.com/2018/05/21/croatia-signals-intention-to-take-part-in-eurovision-song-contest-2019/. Läst 25 maj 2018.
110. ↑  ”The X Factor Malta from October - TVM News” (på amerikansk engelska). TVM English. https://www.tvm.com.mt/en/news/x-factor-malta-from-october/. Läst 26 juni 2018.
111. ↑  ”Eurovision Lithuania: LRT intends to participate in Eurovision 2019 - ESCToday.com” (på amerikansk engelska). Eurovision News, Polls and Information by ESCToday. http://esctoday.com/168344/lithuania-lrt-intends-to-participate-in-eurovision-2019/. Läst 8 augusti 2018.
112. ↑  russia-vgtrk-to-begin-eurovision-2019-preparations-after-new-year-programming
113. ↑  albania-rtsh-confirms-participation-in-eurovision-2019
114. ↑  ”Norway: Confirms Eurovision Song Contest 2019 Participation - Eurovoix” (på brittisk engelska). Eurovoix. 31 januari 2018. https://eurovoix.com/2018/01/31/norway-confirms-eurovision-song-contest-2019-participation/. Läst 25 maj 2018.
115. ↑  the-netherlands-avrotros-confirms-participation-in-eurovision-2019
116. ↑  fyr-macedonia-eurovision-2019
117. ↑  ”Eurovision Azerbaijan: Ictimai confirms participation in Eurovision 2019 - ESCToday.com” (på amerikansk engelska). Eurovision News, Polls and Information by ESCToday. http://esctoday.com/168367/azerbaijan-ictimai-confirms-participation-in-eurovision-2019/. Läst 7 september 2018.
118. ↑  NDR (13 maj 2018). ”ESC-Frühstücksfernsehen mit Alina Stiegler aus Lissabon” (på tyska). https://www.eurovision.de/videos/2018/ESC-Fruehstuecksfernsehen-mit-Alina-Stiegler-aus-Lissabon,esc3336.html. Läst 25 maj 2018.
119. ↑  latestnews/2018/eurovision-song-submissions
120. ↑  italy-rai-confirms-participation-in-eurovision-2019
121. ↑  ”Eurovision Spain: TVE confirms Operación Triunfo 2018; platform for Eurovision 2019? - ESCToday.com” (på amerikansk engelska). Eurovision News, Polls and Information by ESCToday. 28 februari 2018. http://esctoday.com/160340/spain-tve-confirms-operacion-triunfo-2018-platform-eurovision-2019/. Läst 25 maj 2018.